# Festas do Povo
Festas do Povo – wspólnotowe święto odbywające się w miejscowości Campo Maior w dystrykcie Portalegre we wschodniej Portugalii, tuż przy granicy z Hiszpanią.
Uroczystości te zostały 15 grudnia 2021 roku wpisane na listę reprezentatywną niematerialnego dziedzictwa kulturowego UNESCO. Nazwa wpisu w języku angielskim to Community festivities of Campo Maior, zaś w portugalskim – Festas do Povo de Campo Maior.

## Charakterystyka
Początki Festas do Povo sięgają końca XIX wieku i pierwotnie związane były ze świętem ku czci św. Jana Chrzciciela. Od 1921 roku uroczystości nie mają już charakteru typowo religijnego, ale postać świętego wciąż pojawia się podczas obchodów – jego wizerunek niesiony jest w niewielkiej procesji ulicami miasta.
Podczas święta ulice Campo Maior, a zwłaszcza jego historycznego centrum, dekorowane są milionami papierowych kwiatów o różnych kształtach, wzorach i kolorach, wykonywanych własnoręcznie przez mieszkańców.

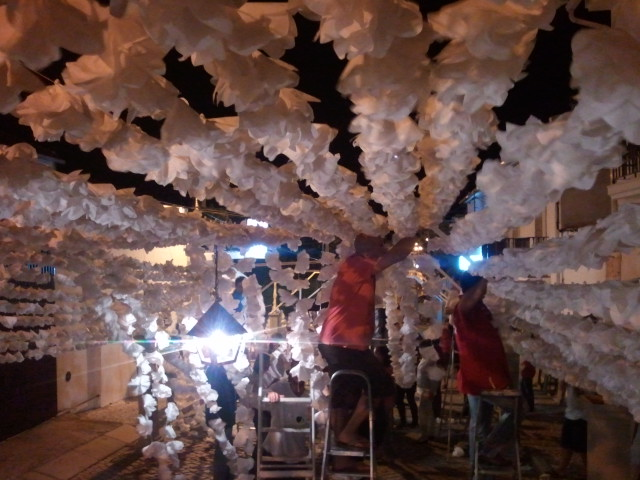
Noite da Enramação w 2011 roku

Przygotowania do Festas do Povo trwają około dziewięciu miesięcy. Na początku każdego roku lokalne stowarzyszenie Associação das Festas do Povo de Campo Maior pyta miejscową społeczność o chęć zorganizowania festiwalu i w przypadku zebrania zgłoszeń od wystarczającej liczby ulic, ogłasza przeprowadzenie w danym roku święta. Następnie mieszkańcy każdej z ulic wybierają swojego cabeça de rua („koordynatora”, „lidera”), który jest odpowiedzialny za organizację pracy oraz jest osobą pośredniczącą w kontaktach między mieszkańcami a stowarzyszeniem. W tzw. komisjach ulicznych ma miejsce opracowywanie koncepcji dekoracji oraz ich późniejsze wykonywanie. Proces ten odbywa się przeważnie nocą, w prywatnych domach lub w magazynach, a pracom nad papierowymi kwiatami często towarzyszy wspólny śpiew. Ozdoby najczęściej wykonują kobiety z dziećmi, ale mężczyźni pomagają przy wykonywaniu bardziej wyszukanych prac oraz są odpowiedzialni za budowę ciężkich wsporników do dekoracji.

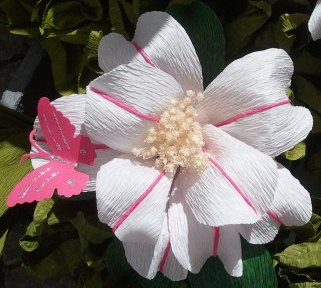
Jeden z papierowych kwiatów wykonanych z okazji święta (2011)

Między poszczególnymi ulicami odbywa się rywalizacja o to, które dekoracje będą najbardziej kolorowe i wyszukane, stąd dopiero w nocy w przeddzień święta (port. Noite da Enramação) ma miejsce zawieszenie kwiatowych konstrukcji nad ulicami miasta na specjalnych podporach.
Cechą charakterystyczną święta jest fakt, że nie odbywa się ono cyklicznie, lecz tylko wówczas, gdy mieszkańcy miasta tego chcą, a wola jego kolejnej organizacji stanowi wyraz tęsknoty (saudade) za uroczystościami. Ostatnia edycja Festas do Povo miała miejsce w 2015 roku. Papierowymi ozdobami udekorowano wówczas 104 ulice o łącznej długości ok. 20 km, zużywając ok. 30 ton materiału, a w przygotowaniach wzięło udział nawet 7500 wolontariuszy demonstrujących w ten sposób żywotność święta i jego znaczenie dla miejscowej ludności. W 2022 roku oddano do użytku poświęcone festiwalowi muzeum – Centro Interpretativo das Festas do Povo – Casa das Flores.
Podobne uroczystości pod nazwą Ruas Floridas odbywają się także w nieodległym Redondo w dystrykcie Évora.